# Carissima me
Carissima me (L'Âge de raison) è un film del 2010 diretto da Yann Samuell.

## Trama
Marguerite (ma si fa chiamare Margaret, per accreditare un'immagine più moderna e vincente di sé) è una donna in carriera dal pugno di ferro. Ma il giorno del suo quarantesimo compleanno, un notaio di una piccola provincia le invia delle vecchie lettere, che si era spedita quando aveva sette anni: una corrispondenza che aveva scritto da sola "nell'età della ragione". Rileggendole a una a una, si immerge in ricordi nascosti, situazioni dimenticate, i primi amori, giochi e ambizioni che fanno vacillare tutte le sue certezze e rimettono in questione la sua vita. Perché da adulta è diventata il contrario di quello che desiderava da bambina...